# اف‌ان اسکار
اف‌ان اسکار یک نوع تفنگ تهاجمی و جنگی ساخت کارخانه فابریک ناسیونال بلژیک است در سال ۲۰۰۴ طراحی شد این اسلحه از دو نوع کالیبر استفاده می‌کند. مدل (SCAR-L) که (L) بیانگر لایت (سبک) است، فشنگ کالیبر ۵.۵۶ میلیمتری ناتو شلیک می‌کند و تفنگ تهاجمی نامیده می‌شود. در مقابل (SCAR-H) که (H) بیانگر هِوی (سنگین) است، از کالیبر ۷.۶۲ میلیمتری ناتو بهره می‌برد و تفنگ جنگی نامیده می‌شود. تفنگ اسکار در بیش از ۲۰ کشور مورد استفاده قرار گرفته‌است.

## نگارخانه

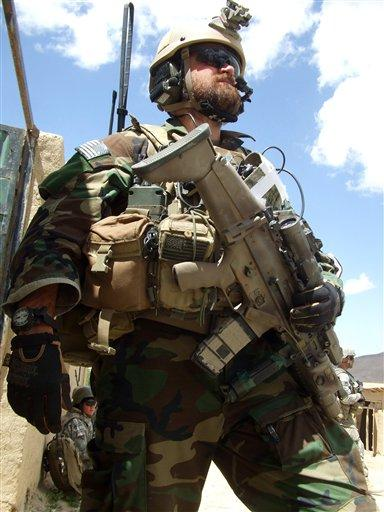
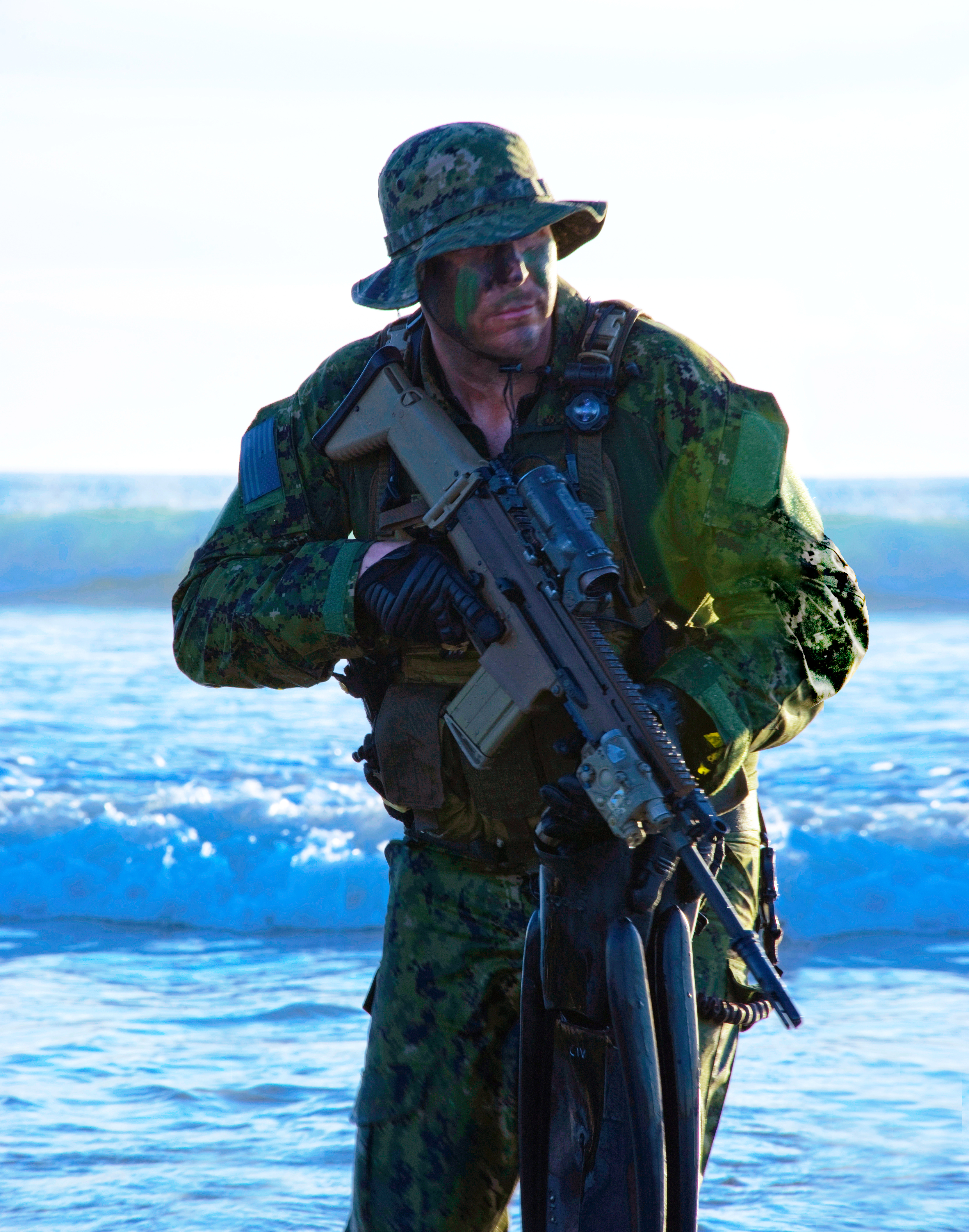
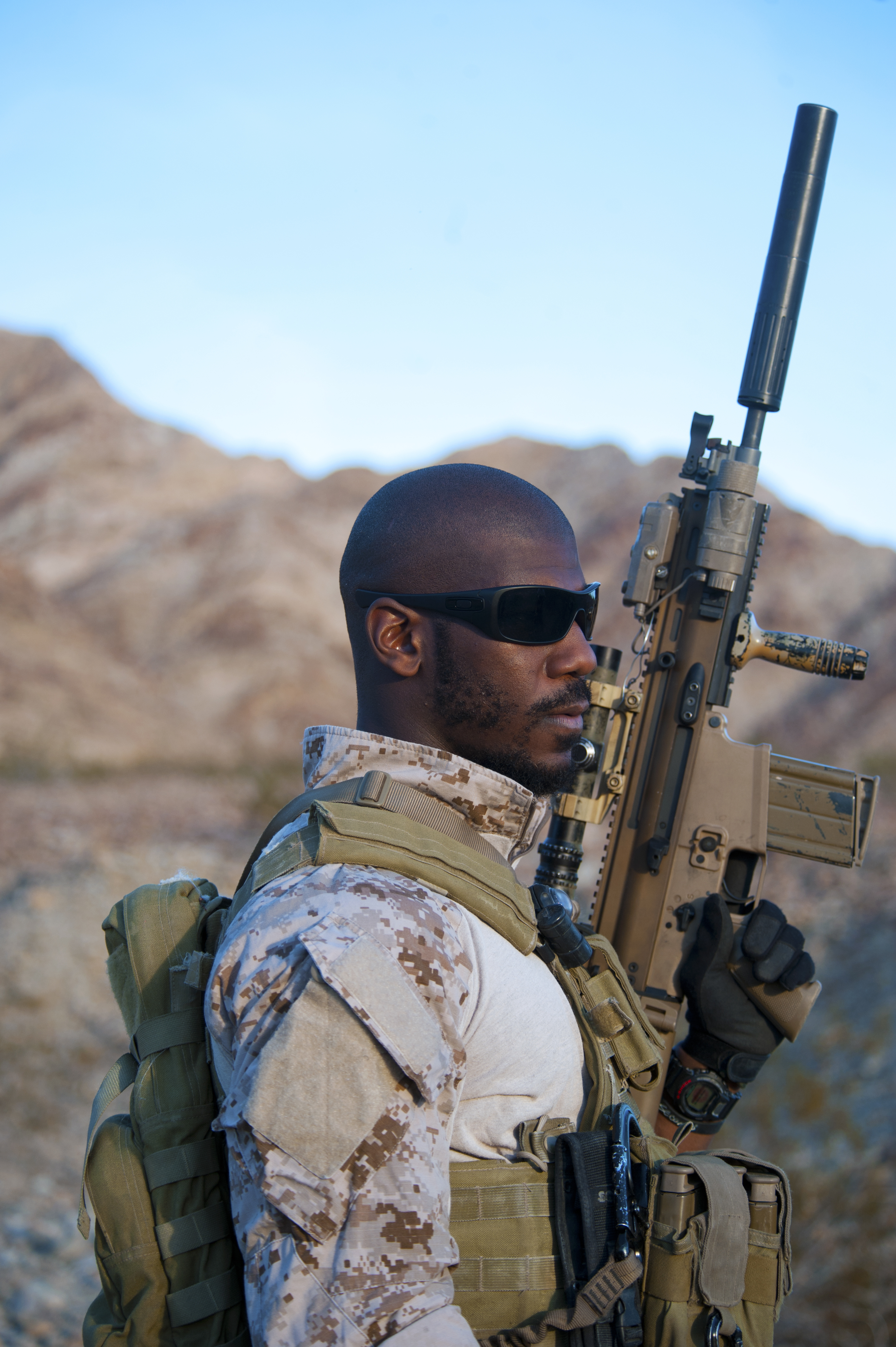
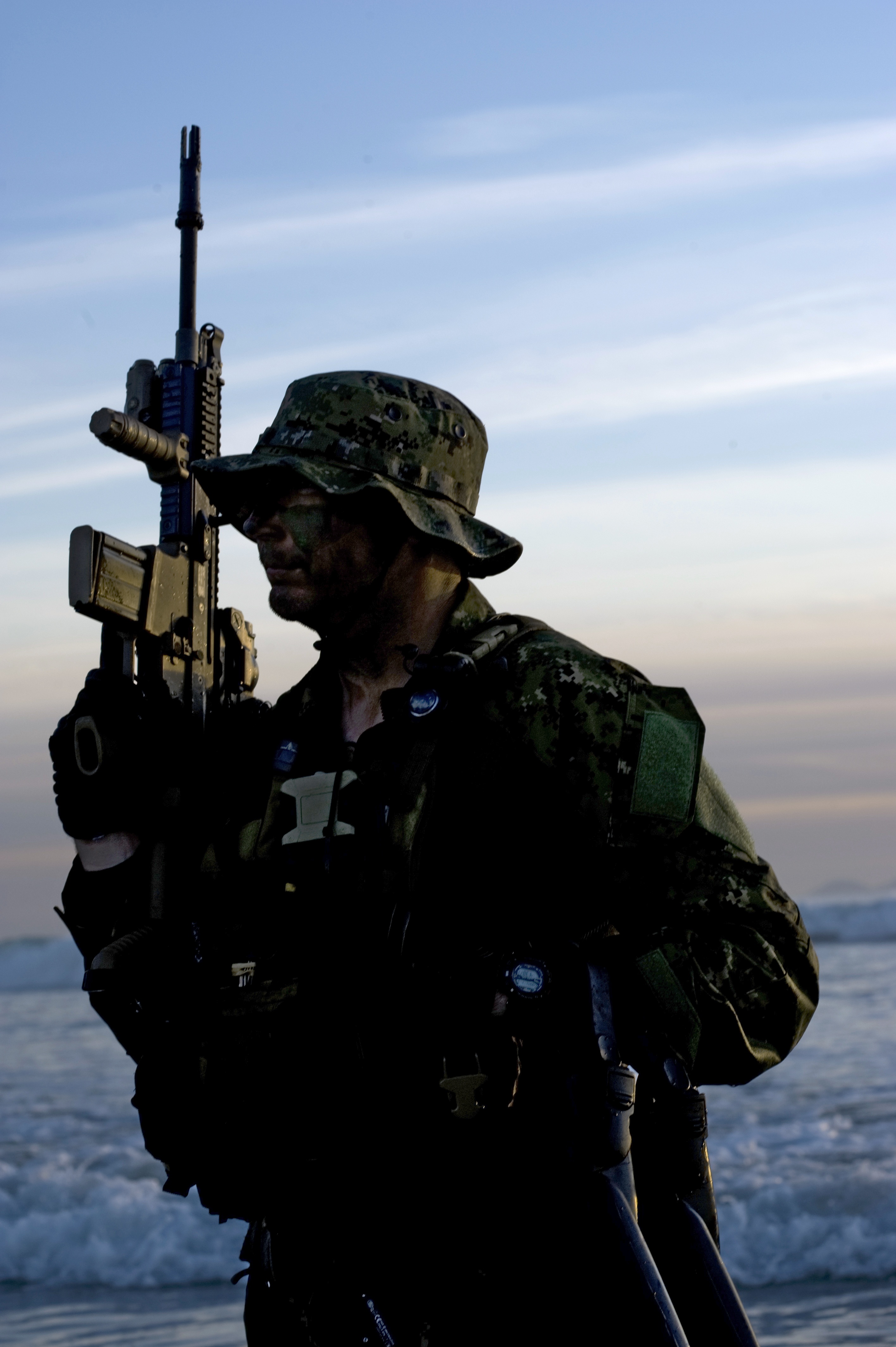
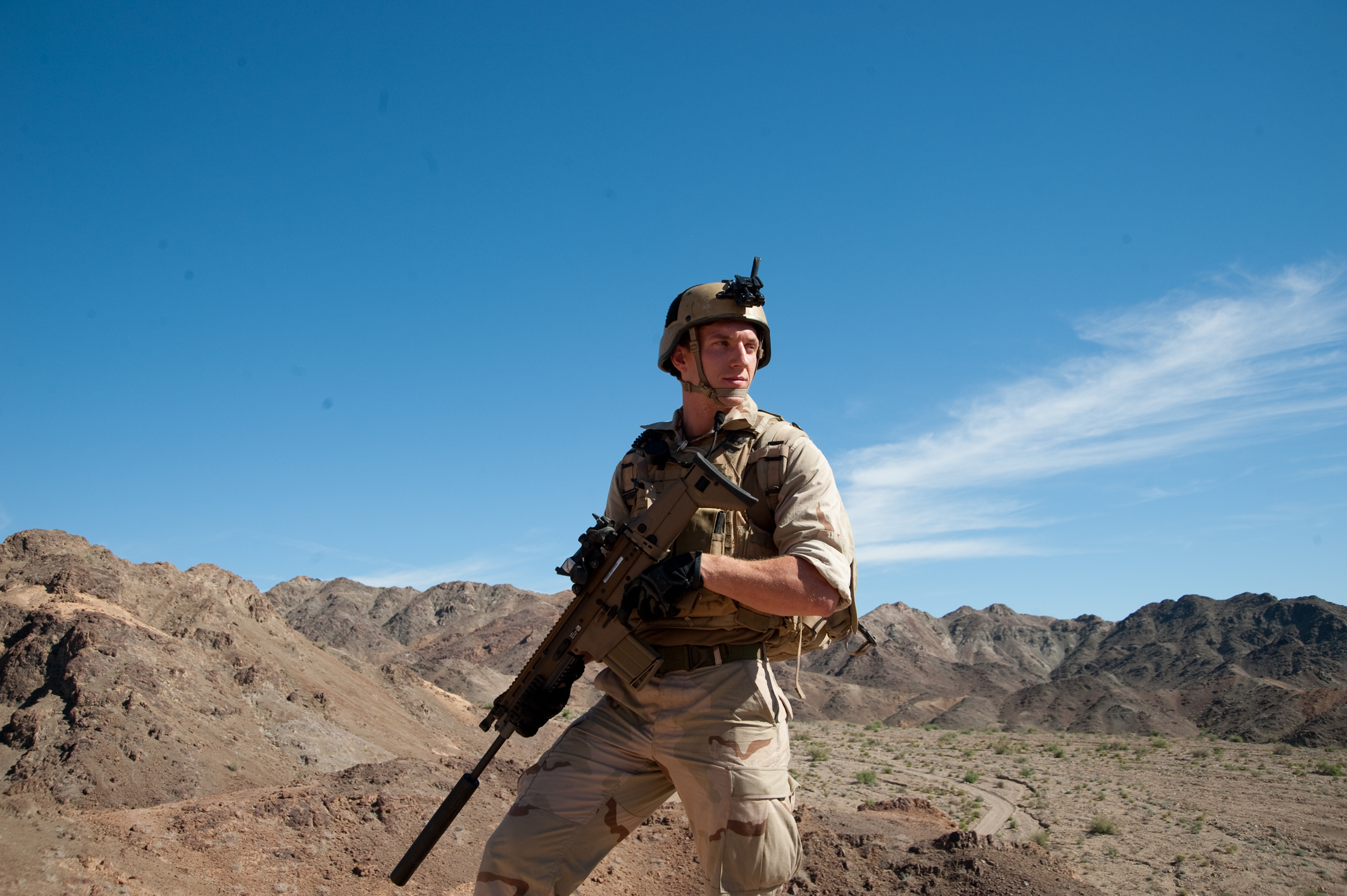
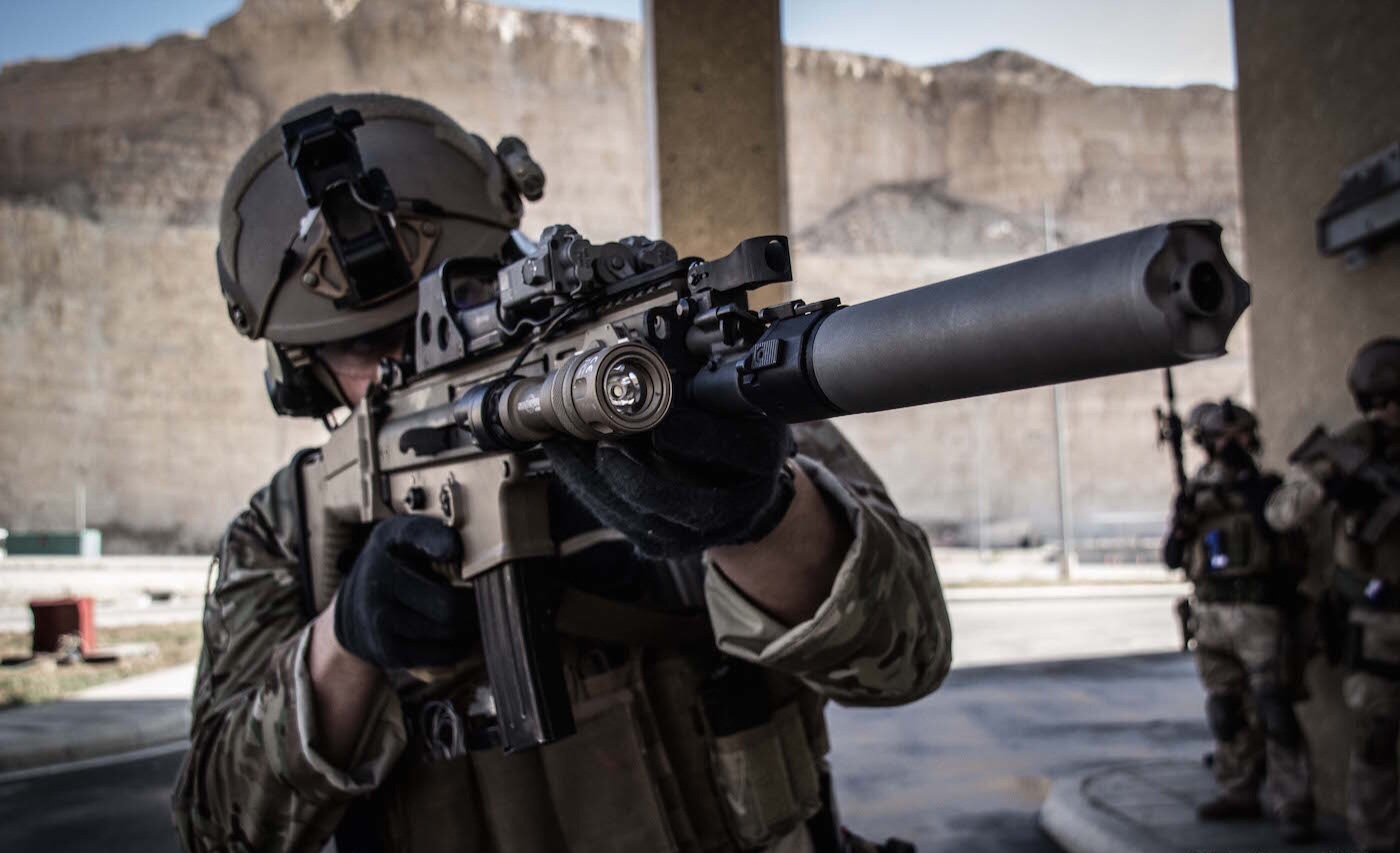